# Historia de Transilvania
Transilvania es una región histórica localizada en el centro de Rumanía, rodeada por los Cárpatos, que no transcurren por el país. La capital tradicional de la región, Cluj-Napoca, está situada en la meseta del mismo nombre, mientras que Braşov y Sibiu, otras dos ciudades principales, están al pie de los Cárpatos. En la famosa novela de Bram Stoker, Transilvania era el lugar de procedencia del conde Drácula.

## Época Antigua

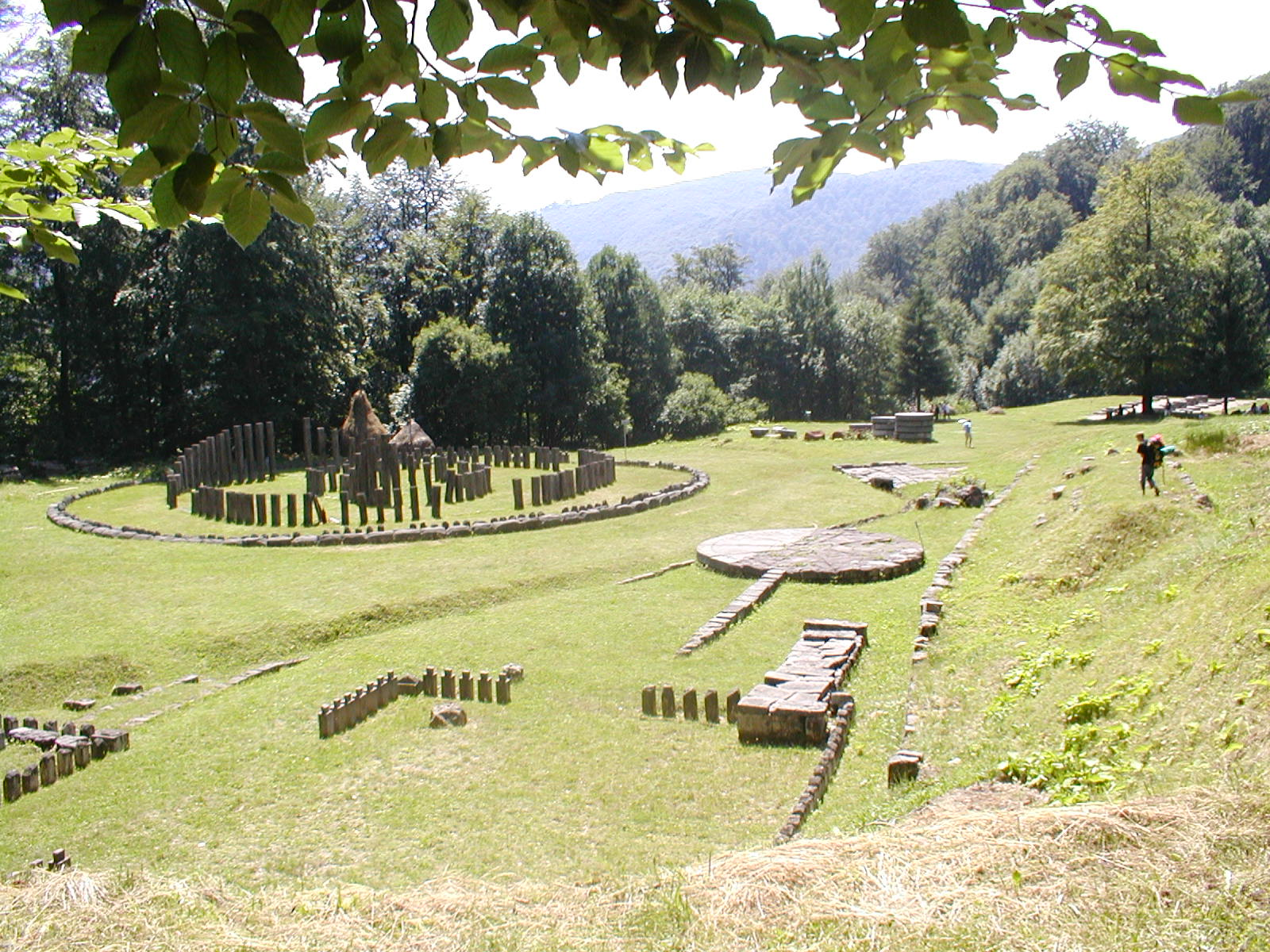
Restos de Sarmizegetusa, parte del Patrimonio de la Humanidad de la UNESCO.

La región fue parte de la provincia romana de Dacia, después de la victoria del emperador Trajano frente al rey dacio Decébalo, en 106 d. C. (cuando empezó un proceso de romanización en la Dacia conquistada). Tras la retirada administrativa de Aureliano, en 271 d. C., sufrió invasiones de pueblos como los hunos, gépidos o ávaros.

## Edad Media

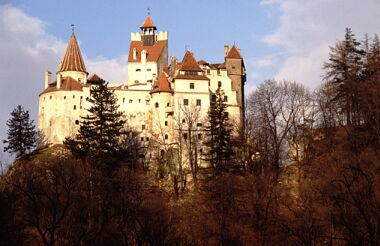
Castillo de Bran, cerca de Braşov.

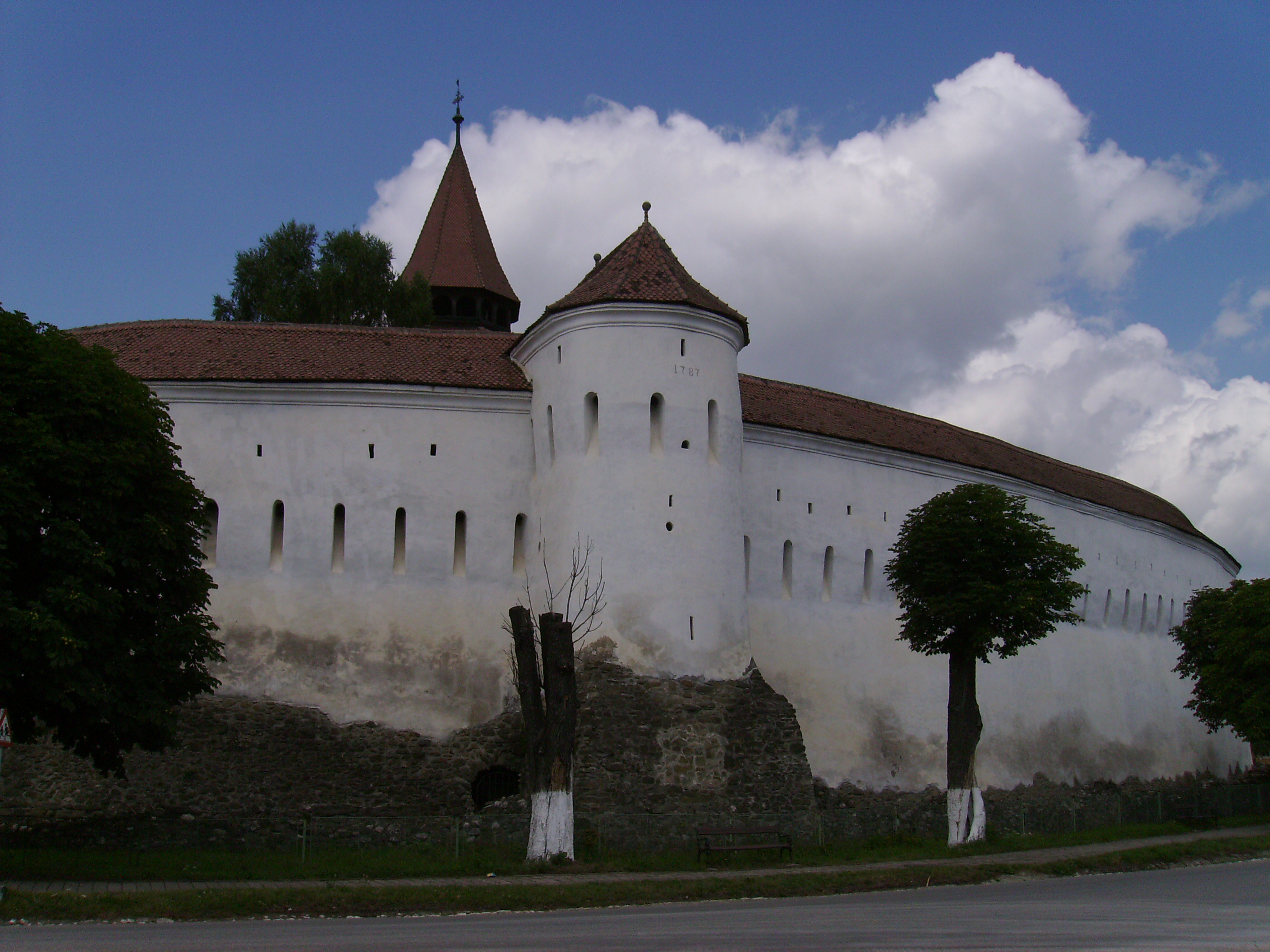
Iglesia fortificada de Prejmer.

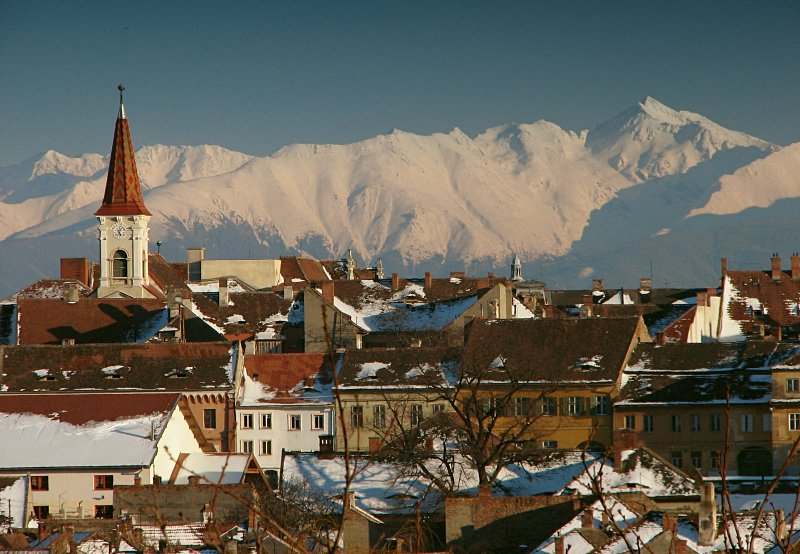
La ciudad medieval de Sibiu.

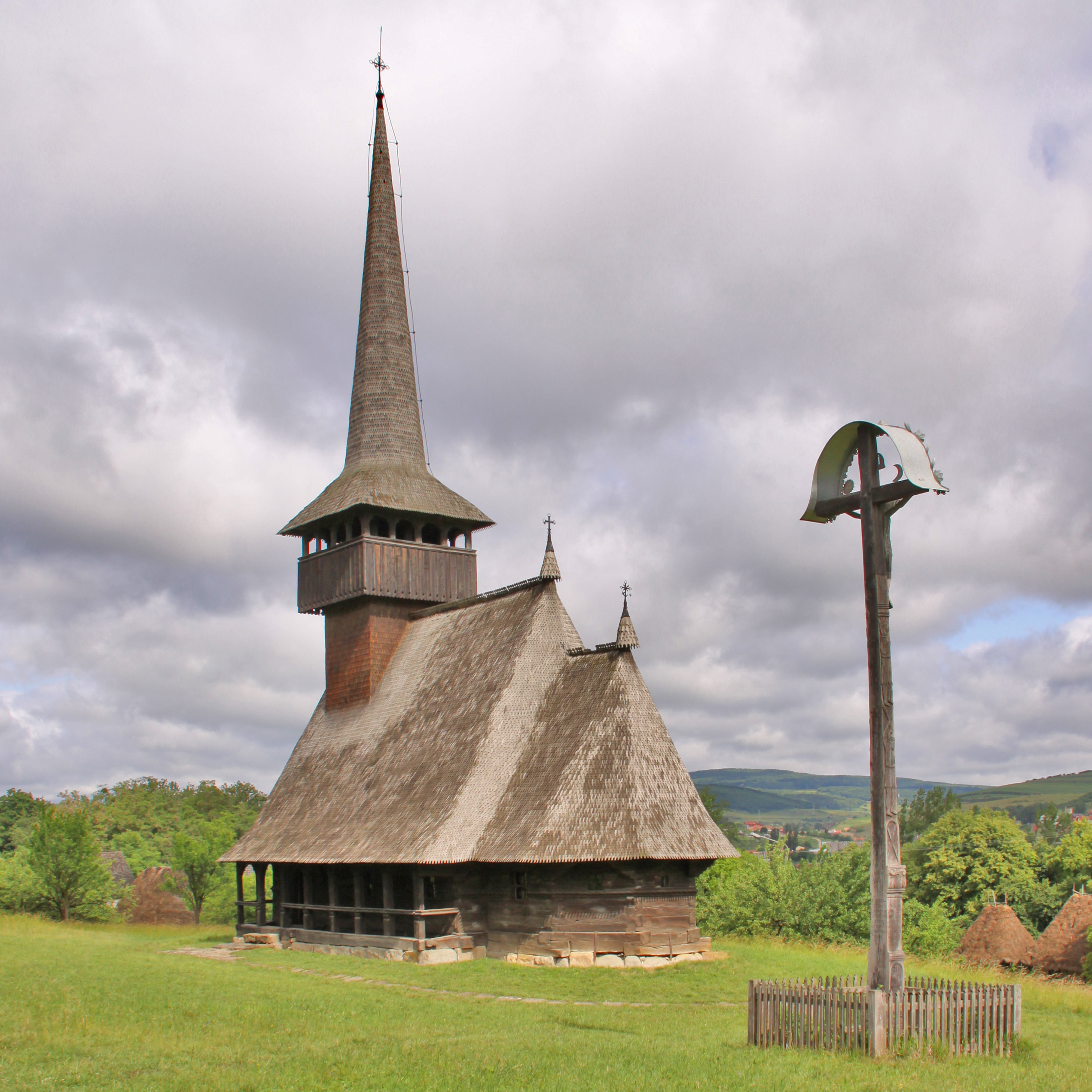
Iglesia de madera de Cizer en el Museo etnográfico de Transilvania en Cluj.

Primer líder de Transilvania fue Gelu, quien murió en la última batalla (904) contra los húngaros. Después de la paz entre rumanos y húngaros en Esculeu, el próximo príncipe era el húngaro Tuhutum. Después de la cristianización de il jefe San Esteban I de Hungría y el comienzo del Reino de Hungría, en 1003 los húngaros consiguieron su primera victoria importante frente a un Señor de Transilvania, Iula/Gyula, quien era tío de Sarolta, la madre de San Esteban. A partir de ese momento se creó el obispado de Transilvania, el cual incluiría a los otros 10 del resto del reino de Hungría. La incorporación de todo el territorio de Transilvania al reino de Hungría concluyó en el siglo XIII. Como los húngaros eran principalmente una élite militar, tuvieron que traer colonos alemanes de Sajonia en los siglos XII y XIII, los que a partir de entonces fueron conocidos como sajones de Transilvania. El cronista húngaro Simón de Kéza escribió que «no había más de 108 familias» de los magiares cuando estos entraron en Europa.
El cronista húngaro Anonymous habla de la lucha de Gelu, primer líder de los rumanos (llamados «valacos» por los extranjeros) de Transilvania, contra los magiares en el siglo X. Se han encontrado las ruinas de la fortaleza de Biharia, mencionada por Anonymous como la residencia del duque transilvano Menumorut, quien era vasallo del emperador bizantino, y se enfrentó a los magiares. Los rumanos de Transilvania se organizaron en Estados (llamados Universitas Valahorum) por lo menos desde el siglo XII. Los rumanos estaban gobernados por un voivoda y por nobles locales llamados cneaz, y la justicia se basaba en la Jus Valachicum (Ley Rumana). Los rumanos perdieron gradualmente esos Estados y su nobleza se fue disolviendo entre la local, adoptando el idioma y cultura húngaras. Los que quisieron mantener su identidad tuvieron que renunciar a su condición de nobles, o marcharse allende los Cárpatos con sus vasallos. Este fue el caso de la familia de Basarab I, primer Señor del principado rumano Valaquia, y de Bogdan I (originario de Maramureş), primero del principado rumano independiente de Moldavia, después de derrotar al Reino de Hungría. Sin embargo, durante el siglo XIV, muchas de las principales familias nobles del Reino de Hungría, originarias de las regiones de Croacia, Eslovaquia, Eslavonia y Valaquia, se disputaron los altos cargos. Tras la muerte del rey Ladislao V de Hungría, el consejo real húngaro eligió rey a un joven conocido como Matías Corvino, quien era hijo de Juan Hunyadi, un conde de origen valaco que actuó como regente húngaro durante la infancia de Ladislao V.

## Edad Moderna

### ElsigloXVI
Tras la derrota húngara ante los turcos otomanos en la batalla de Mohács, en 1526, el Reino de Hungría se dividiría en tres partes: una bajo el control austríaco, otra bajo el control turco y la tercera parte fue la región de Transilvania, que se convirtió en un Estado independiente conocido como el Principado de Transilvania, el cual pagaba tributos al Imperio otomano.
A lo largo del surgimiento del protestantismo, Transilvania desempeñó un papel de gran importancia, donde religiosos como Ferenc Dávid fundaron movimientos cristianos como el unitarismo transilvano. Tras los consejos de Ferenc Dávid, el rey y Príncipe Juan Segismundo Szapolyai de Transilvania dictó el primer Edicto de Tolerancia religiosa en la historia moderna de Europa, en 1568, para establecer una relación de equilibrio ante la influencia turca y el creciente florecimiento de las confesiones protestantes, permitiendo la libre práctica religiosa en su país, reconociendo el catolicismo, luteranismo, calvinismo y unitarismo. En este edicto, no obstante, la religión ortodoxa, profesada por las clases más humildes (en general de origen rumano), no fue incluida. A pesar de esta discriminación, en las ideas protestantes hubo también una ventaja para los rumanos ortodoxos. En la ciudad de Braşov, que tenía un alcalde alemán protestante (Hans Benkner), el diácono rumano Coresi obtuvo permiso para publicar (el 12 de marzo de 1559) los primeros libros en idioma rumano, ya que todos los cristianos, según las ideas protestantes, debían escuchar y leer la palabra de Cristo en su propio idioma. A pesar de que publicó también obras de orientación católica y protestante, parte de los libros son de clara tendencia ortodoxa, y por lo tanto contribuyeron a mantener la fe ortodoxa entre los rumanos de Transilvania.
Tras la muerte de Szapolyai en 1571, la Gran Asamblea transilvana escogió como Príncipe al conde Esteban Báthory de confesión católica, y en 1576 fue elegido Rey de Polonia. Durante el reinado de Esteban Báthory, Transilvania recibió gran influencia católica y, si bien entre los siguientes monarcas muchos serían protestantes, la influencia del Papa y el emperador germánico se mantendrá durante varios años. A la muerte de Esteban Báthory, su sobrino Segismundo Báthory fue su heredero, pero por conflictos de poder estalló entonces la guerra de los Quince Años (1591-1606), durante la cual los ejércitos cristianos y los islámicos otomanos chocaron en muchas oportunidades. El emperador germánico Rodolfo II de Habsburgo intentó mantener su supremacía en varias ocasiones sobre el Principado de Transilvania, oponiéndose a protestantes y turcos por igual, pero al final no tuvo éxito. Sus ejércitos mercenarios serían expulsados, y Esteban Bocskai asumiría el título de Príncipe de Transilvania. 

### Guerra de independencia de Esteban Bocskai (1604-1606)
Si bien Esteban Bocskai había sido partidario de los Habsburgo durante la situación hostil contra los nobles protestantes en Hungría, y el comandante general militar de Hungría, Giacomo Barbiano Belgiojoso, había atacado las ciudades del norte del reino, se vio forzado a reaccionar. En otoño de 1604 comenzó a reunir a los militares rurales húngaros, los hajdú, quienes eran pastores de ganado, y a las tropas de las cinco ciudades húngaras libres. Con el nuevo ejército tomó la ciudad de Debrecen y venció a las fuerzas germánicas cerca de Álmosd. Posteriormente entró en la ciudad de Kassa el 11 de noviembre, donde organizó su sede real.
Los soldados de Beligiojoso y los refuerzos de Basta fueron acorralados hacia el noroeste del Reino, ganando así Bocskai mucha influencia en gran parte del territorio húngaro. A finales de noviembre, el sultán otomano Ahmed I le otorgó el título de príncipe de Transilvania, así como el de Rey de Hungría. La nobleza transilvana estaba de su parte, igualmente los székely, por lo que la Gran Asamblea lo escogió príncipe de Transilvania el 21 de febrero de 1605.
El 20 de abril de ese mismo año una asamblea celebrada en Szerencse lo invistió con el título de príncipe de Hungría. Solo los sajones que habitaban en Transilvania se le enfrentaron, pero para finales de septiembre, el noble húngaro ya había obtenido el apoyo total de las tres naciones transilvanas (székely, húngara y sajona). Sus tropas ocuparon la región de Dunántúl, y continuó a lo largo de ese año con el objetivo de reunificar el reino. El 11 de noviembre de 1605, llegó a Pest, donde tomó del gran líder turco Lalla Mehmed el athname (la carta del sultán que investía a la personalidad con el título real) y la corona. Sin embargo, por sugerencia de sus aliados, Bocskai no tomó el título de Rey húngaro de manera oficial, previendo las consecuencias sobre la independencia de los húngaros ante los Habsburgo. Bocskai se había percatado de que teniendo a los turcos de su parte, cada ciudad que Bocskai le arrebataba a los Habsburgo, pasaba a quedar bajo influencia otomana. Su objetivo era mantener en equilibrio las relaciones políticas de los húngaros, quienes se hallaban entre las dos grandes potencias. Así pues, cambió su prioridad, se enfocó en conservar la independencia de Transilvania y comenzó a negociar la paz con la corte en Viena.
Las negociaciones fueron fructíferas, y en junio de 1606 llegaron a un acuerdo de paz negociado por el príncipe heredero 
Matías de Habsburgo, hermano de Rodolfo II de Habsburgo. El acuerdo estipulaba que Transilvania era nuevamente independiente de la Hungría Real y obtenía las regiones de Ugocsa, Bereg, Szatmár, junto con el castillo de Tokaj. Igualmente, los nobles húngaros de confesión protestante podían también practicar su fe, si no ofendían con ello a los católicos. El Imperio otomano y los Habsburgo firmaron asimismo un tratado de paz en otoño de 1606, por mediación de Esteban Bocskai, donde los turcos renunciaban a cobrar impuestos de los húngaros y no habría intervenciones militares por un periodo de 10 años.

### Transición tras la muerte de Esteban Bocskai (1606-1613)
Tras la muerte del príncipe Esteban Bocskai en 1606, no hubo unanimidad en quien debería ser el nuevo gobernante de Transilvania. Antes de morir, Bocskai había nombrado heredero a Valentín Homonnai Drugeth, un reconocido militar y noble húngaro, a quien los otomanos también apoyaban. Otro candidato era Gabriel Báthory, quien en ese momento tenía solo 18 años. Sin embargo, ambos cometieron el grave error de acompañar al cortejo fúnebre de Bocskai desde la ciudad de Kassa hasta Gyulafehárvár. En ese tiempo,  el también influyente conde Segismundo Rákóczi, faltando a la procesión, se valió de esa ausencia política para ser elegido el 9 de febrero de 1607 príncipe de Transilvania por la Gran Asamblea.
Segismundo comenzó a otorgar privilegios y restituirle los suyos a los székely y pronto obtuvo cierta aprobación entre la nobleza húngara transilvana. Apoyó intensamente todos los movimientos protestantes en Transilvania, expulsó a los jesuitas y promovió la publicación de la traducción de la Biblia al húngaro de Gáspár Károli. Por otra parte se opuso al joven Gabriel Báthory, que había planteado la posibilidad de pactar con los Habsburgo. En la corte de Viena consideraban el gobierno de Segismundo Rákóczi como algo pasajero y deseaban fervientemente colocar en el trono a Gabriel Báthory, en quien veían la posibilidad de restaurar el catolicismo en Transilvania y acercarla a su ámbito de influencia.
Pronto el descontento comenzó a crecer y los soldados campesinos hajdú, pastores de ganado vacuno que habían luchado para Bocskai, se organizaron bajo el mando de Andrés Nagy, quien representaba a todos aquellos que tras la muerte de Bocskai habían quedado sin privilegios. Rápidamente Gabriel Báthory pactó con los que perpetraban el alzamiento y en octubre de 1607 llegó a un acuerdo con Segismundo Rákóczi. Para evitar mayores conflictos y derramamiento de sangre Rákóczi renunció el 5 de marzo de 1608. Ante esta situación, la asamblea transilvana eligió el 7 de marzo a Báthory para el trono de Transilvania. Firmó un tratado con el rey húngaro Matías de Habsburgo e hizo que se estableciesen los soldados hajdú. Casi de inmediato movilizó sus ejércitos contra el Estado vecino de Valaquia (en rumano: Țara Românească o Valahia) de etnia rumana. Esto generó la ira del sultán turco, quien desaprobaba este tipo de acciones militares promotoras del caos dentro de Estados que se hallaban bajo su poder. En 1610, tras llevar una mala política interna que descontentó a los nobles húngaros y al propio emperador germánico, Báthory cometió el error de atacar a los Habsburgo igual que había hecho Bocskai, perdiendo los favores del rey Matías. Igualmente Báthory excluyó de su gobierno a los sajones, una importante minoría dentro del Principado, quienes disgustados llamaron en 1611 al voivoda Radul de Valaquia para que invadiese Transilvania. Las fuerzas valacas fueron repelidas.
La corte de Viena entonces envió al conde Segismundo Forgách con un ejército germánico, pero éste también fue repelido por las fuerzas de Báthory. Si bien el príncipe firmó el  11 de abril de 1613 en Bratislava un acuerdo con el emperador germánico, donde a cambio de que el emperador reconociese la independencia del principado, él permitiría la entrada de tropas germánicas en Transilvania, no logró el acuerdo con los otomanos. Ese mismo año, Gabriel Bethlen —un conde húngaro y antiguo consejero de Báthory que había huido con los otomanos—, dirigió un gran ejército contra el príncipe Báthory hasta Kolozsvár. Báthory consiguió escapar a la ciudad de Várad, pero fue asesinado en su huida por un székely el 27 de octubre de 1613.

## Época dorada del Principado de Transilvania (1613-1686)

#### Gabriel Bethlen, príncipe de Transilvania (1613-1629)
Con su hábil política, Gabriel Bethlen recuperó los territorios entregados al Imperio otomano y abrió Transilvania a mineros, comerciantes y artesanos valacos (rumanos), moldavos y serbios, que pronto comenzaron a poblar el principado, generando gran prosperidad económica. Fue un gran mecenas cultural, promotor del arte y las danzas y de las ciencias, llenando su corte de extranjeros y sabios llegados de Italia, España, Alemania y muchas otras naciones. Pronto Kolozsvár se convirtió en la capital mercantil y cultural de toda Europa Central, y el Principado en una pequeña potencia que mantuvo viva la llama cultural húngara, pues los territorios centrales del reino se hallaban ocupados por los otomanos y despoblados en su mayoría, y los territorios occidentales se hallaban en manos de los Habsburgo.
Bethlen actuó de una manera paciente y en 1615 firmó un acuerdo con los representantes de Matías de Habsburgo, quien había sido elegido emperador germánico solo dos años antes. Por otra parte, el Imperio otomano exigió la entrega de la ciudad de Lipova en Transilvania en 1616, lo cual significó una gran pérdida, puesto que esta era la puerta comercial al territorio bajo ocupación turca en el centro del reino de Hungría.

##### La guerra de los Treinta Años
En 1618 estalló la guerra de los Treinta Años y al año siguiente falleció el emperador, siendo sucedido por Fernando II de Habsburgo, quien fue coronado igualmente como rey húngaro. Bethlen, calvinista, vio el conflicto como una oportunidad de enfrentarse frontalmente a los Habsburgo y manifestó su desaprobación a las sanciones antiprotestantes tomadas por Fernando II contra Bohemia. Al organizarse la liga de países protestantes, Bethlen fue uno de los primeros en unirse, pues si el emperador católico era derrotado, Hungría podría ser reunificada, y el príncipe de Transilvania colocado a su cabeza. De esta manera, sería un monarca húngaro quien gobernaría de nuevo el reino y no por el contrario uno germánico desde la corte de Viena como sucedía desde hacía décadas.
Tras recibir la aprobación del sultán turco, Bethlen partió vía Viena con el ejército transilvano, con soldados hajdú y székely para unirse a la Unión Protestante. En ese mismo año conquistó las ciudades de Kassa, Érsekújvár y Bratislava, llegando también a sus manos la Santa Corona Húngara. En 1620, una asamblea de nobles húngaros reunidos en Bratislava le ofreció el título de rey húngaro, pero no lo utilizó, solo tomó el de príncipe de Hungría, y firmó un tratado con Fernando II. La asamblea húngara de Bestercebánya le ofrece nuevamente el título de rey húngaro a Bethlen, pero este no se hace coronar. Ese mismo año la liga Católica se rehizó y obtuvo una victoria y en 1622 Bethlen firmó la paz de Nikolsburg, por la que el príncipe renunciaba al título de rey de Hungría y Fernando II le otorgaba siete provincias a cambio.
En 1624 condujo una segunda campaña contra los Habsburgo, no tan favorable como la primera que terminó con la paz de Viena el 8 de mayo del mismo año. Sin darse por vencido, Bethlen intentó establecer una gran coalición protestante contra los Habsburgo y tomó por esposa a Catalina de Brandeburgo en 1626, a la que la Gran Asamblea designó como su sucesora, puesto que Bethlen no tenía hijos varones. Ese mismo año, emprendió su tercera campaña contra el emperador Fernando II, y tras estimar que no obtendría la victoria, acordó una nueva paz en Bratislava basada en los puntos de la anterior de Nikolsburg.
Gabriel Bethlen murió en 1629, sin ver cumplido su sueño de reunificar Hungría e independizarla de los Habsburgo, como le había ocurrido a Esteban Bocskai décadas antes.

##### Catalina de Brandeburgo elige sucesor (1630)
Tras la muerte de Gabriel Bethlen, su esposa Catalina de Brandeburgo asumió el gobierno del principado y de inmediato entregó al emperador germánico las tierras del norte de Hungría. Los soldados hajdú y muchos otros no querían jurar fidelidad al rey húngaro. Sin embargo, uno de los mayores terratenientes húngaros, Jorge Rákóczi, hijo del fallecido Segismundo Rákóczi, no hizo nada al respecto. Esos acontecimientos deterioraron la relación entre Catalina y el regente Esteban Bethlen (1582-1648), el hermano menor del fallecido príncipe.
Por otra parte, el hijo del regente, también llamado Esteban Bethlen como su padre, alcalde de la ciudad de Nagyvárad, y David Zólyomi decidieron hacerse cargo del asunto de los hajdú y declararse partidarios de Jorge Rákóczi I, con la esperanza de que este dirigiese al nuevo ejército que se oponía a Catalina y a Esteban Bethlen padre. Su intento no resultó exitoso por la cautela de Rákóczi, quien decidió no ponerse al frente del alzamiento en ese momento. El 9 de septiembre de 1630 se logró ensamblar el ejército real, y el joven Esteban Bethlen abrió las puertas de la ciudad de Várad al ejército de Rákóczi, quien lo conducía hacia Viena. 
Ahí el 3 de octubre se enteró de que cinco días antes, el 28 de septiembre, Catalina había sido obligada a renunciar al trono siendo sucedida por su cuñado Esteban Bethlen. Los nobles que lo eligieron claramente le temían, y el propio nuevo príncipe se esforzó por dar una imagen de mala reputación de Rákóczi ante los turcos. pero Catalina simpatizaba con Rákóczi, puesto que no olvidaba la afrenta de la destitución de Bethlen contra ella. Los otomanos no lograban decidir cuál sería al que apoyarían, así que pronto enviaron dos cartas a la viuda, una con el nombre de Rákóczi y otra con el de Bethlen.
Esteban Bethlen no llegó a gobernar 3 meses, pues una asamblea nacional celebrada en Sárospatak el 1 de diciembre de 1630 lo obligó a renunciar a su cargo al leer Catalina la carta nombrando príncipe de Transilvania a  Jorge Rákóczi I, hijo del fallecido Segismundo Rákóczi, que también había sido príncipe de Transilvania.

#### Los Rákóczi en el poder (1630-1660)
Jorge Rákóczi I continuó con una política similar a la del fallecido Bethlen y se alió a las facciones protestantes de la guerra de los Treinta Años. Sin embargo, luego de varios ataques, no obtuvo victorias importantes contra los Habsburgo y se conformó con gobernar dentro de las fronteras de su Principado. De confesión calvinista, fundó numerosas escuelas calvinistas y persiguió a todos aquellos que respetaban el sábado y que de alguna forma ofendiesen su religión en Transilvania. El 6 de octubre de 1636 enfrentó y venció a Esteban Bethlen, el destituido príncipe transilvano, quien trataba de recuperar el trono con ayuda del pachá de Buda. Por otra parte, Rákóczi otorgó gran libertad a los voivodas rumanos de Valaquia, ganando simpatía entre ellos.
El mismo anhelo de Bocskai y Gabriel Bethlen de recuperar Hungría sería compartido por Jorge Rákóczi I. Tras asegurar nuevamente su control sobre sus fronteras, después de pedir la aprobación del sultán, condujo un par de años después, en la primavera de 1644, una campaña contra el emperador Fernando III de Habsburgo, aliándose con los suecos y franceses protestantes. Habiendo ocupado los territorios húngaros del emperador se dispuso a avanzar hacia Viena, pero el sultán se lo prohibió y le ordenó regresar a Transilvania. El contrataque de Fernando III lo obligó a retroceder hasta el río Tisza. Aunque parecía que la victoria estaba en manos del emperador, pronto se vio forzado a firmar la paz en diciembre de 1645, donde permitió la libertad religiosa entre sus súbditos y le entregó varias provincias húngaras a Jorge Rákóczi. Con esto terminó su participación en la guerra de los Treinta Años, que culminó tres años después en 1648 con la victoria de los Habsburgo católicos.
El 11 de octubre de 1648 murió Jorge Rákóczi I, siendo elegido en su lugar su propio hijo del mismo nombre, conocido como Jorge Rákóczi II a partir de su nombramiento como príncipe.

##### Declive de la figura del príncipe transilvano
Jorge Rákóczi II aprovechándose de la buena situación interna que le dejó su padre, se volvió hacia la política exterior para ampliar la influencia transilvana en Europa —como había hecho Esteban Báthory un siglo antes—, en un momento en extremo hostil, en el que la enemistad entre los cosacos y polacos se enconaba. En 1648, apoyó por primera vez la candidatura de su hermano Sigismond II Rákóczi al trono de la República de las Dos Naciones. El debilitamiento del poder otomano le permitió intervenir en los principados del Danubio para instalar príncipes que le fueran leales: en 1653 expulsó de Moldavia a aquellos partidarios de los cosacos que traían el caos a la región e instaló a Gheorghe Ștefan;  en 1655 se opuso al alzamiento de soldados mercenarios y después de vencerlos, sometió al voivoda valaco Constantin Brâncoveanu e instaló a Constantine I Șerban Basarab, consiguiendo el respeto de los altos nobles europeos, entre ellos el recientemente elegido emperador y rey húngaro Leopoldo I de Habsburgo. Rákóczi no se ocupó mucho de los asuntos otomanos y protestó contra la acusación que le hicieron de que el príncipe estaba abusando de los valacos, a pesar de pagarle tributos.
En 1655 surgió una guerra entre Polonia y Suecia por la sucesión del trono polaco parte de la guerra de los Treinta Años. Rákóczi intervinó como aliado de las potencias protestantes de Suecia y Brandeburgo contra la Polonia católica. Rákóczi aun pensaba en hacerse con el trono de Polonia y aunque el año anterior los propios polacos le habían ofrecido la corona con la condición de enfrentar al rey Carlos X Gustavo de Suecia, había rehusado para no generar conflictos con el poderoso soberano. Pero ahora se alió con el propio Carlos X para obtener la corona polaca mediante una invasión militar. El príncipe transilvano no consultó al sultán ese movimiento político-militar de gran alcance ni pidió permiso para realizar dicha campaña contra un aliado de los otomanos. En enero de 1657 Rákóczi partió para enfrentar al nuevo rey Juan II Casimiro Vasa de Polonia, llevándose a los ejércitos moldavos consigo.
La recuperación del poder otomano bajo el gran visir Mehmed Köprülü (r. 1656-1661), que había sido nombrado en septiembre del año anterior cuando tenía 73 años, fue fatal para Rákóczi. Los otomanos impusieron de nuevo una política de mano dura y el 17 de enero de 1657, incluso antes de que Rákóczi dejara el país, ya habían obligado a la Gran Asamblea a nombrar como regentes a los nobles Ákos Barcsay (sobrino de Gabriel Bethlen) y a Francisco Rhédey. Después de que Rákóczi se negase a comparecer ante el gran visir, este ordenó que los nobles regentes de Transilvania rompiesen las relaciones con él y su gente, pero estos no se atrevían a darle la espalda al príncipe transilvano. Los representantes de Rákóczi en la Sublime Puerta (incluido Jakab Harsányi Nagy), fueron arrestados y encarcelados en la fortaleza de las Siete Torres (agosto de 1657).
Los inicios de la campaña polaca de Rákóczi habían sido exitosos, pero pronto los ejércitos cosacos y rumanos le abandonaron, resistiendo  durante un breve periodo confiando sus ejércitos al noble húngaro Juan Kemény. Pero
Köprülü envió a los tártaros de Crimea de Mehmed IV Giray, vasallo suyo, a atacar Transilvania como represalia. Los tártaros destruyeron Transilvania a su voluntad, justo como habían hecho en 1241 bajo el reinado de Béla IV de Hungría. Y obligaron a Rákóczi a retirarse de Polonia y a dimitir el 25 de octubre de 1657, aunque se negó a reanudar su obediencia al sultán. Por petición de los otomanos, el 2 de noviembre de 1657 fue elegido un nuevo príncipe, Francisco Rhédey (r. 1657-1658), bien relacionado con ellos. De inmediato Jorge Rákóczi II regresó con soldados hajdú y székely, y el  9 de enero de 1658 retomó por la fuerza su cargo obligando a Rhédely a renunciar a su favor.
Tras el golpe de Estado, Rákóczi pidió asistencia contra los otomanos al emperador Leopoldo I, pero este no respondió. Cansado, Mehmed Köprülü decidió poner orden él mismo, y al frente de sus tropas y con sus aliados tártaros invadió el país. Ocupó las fortalezas de Jenő y expulsó a los voivodas rumanos leales a Rákóczi. Los turcos y sus aliados tártaros tomaron la capital Gyulafehérvár, matando y capturando y esclavizando a 50.000 personas. El gran visir hizo que la asamblea escogiese como príncipe a Ákos Barcsay, su protegido, subiendo al trono el 7 de octubre de 1658. Ákos impidió que Francisco Rákóczi I, el hijo del fallecido príncipe destituido, pudiese reclamar sus derechos sucesorios en Transilvania. Para asegurar la paz, Ákos prometió un enorme tributo a los otomanos, entregándoles también varios territorios húngaros y prometiendo la captura de varios voivodas valacos y del propio Jorge Rákóczi II, con lo que logró que las tropas turcas se retirasen en octubre del mismo año. Para proteger el Principado, Barcsay viajó en septiembre de 1659 al vilayato de Temesvár, y se reunió con el pachá, asegurándose la paz. Mientras tanto Rákóczi aprovechó para entrar en Transilvania con un ejército y se hizo nombrar nuevamente príncipe el 27 de septiembre de 1659.
Pronto las fuerzas otomanas actuaron y se libraron varias batallas contra Rákóczi, quien recibió una herida mortal en la batalla de Szászfenes el 22 de mayo de 1660, falleciendó el 7 de junio en Várad. Por otra parte, Barcsay acordó el pago de un alto tributo al sultán para así congraciarse con este, pero a causa de un retraso en el pago, el gran visir de Buda lo puso bajo arresto domiciliario. Los otomanos se anexionaron de Yanova (Jenö) el 1 de agosto y de Várad el 27 de agosto. A finales de agosto Barcsay fue liberado tras cancelar una parte del pago. La popularidad de Barcsay disminuyó entre los nobles húngaros e incluso comenzaron a apoyar a Juan Kemény, un reconocido guerrero de la época de Jorge Rákóczi II que no deseaba que el cargo de príncipe de Transilvania fuese ocupado por un monarca totalmente obediente al sultán. Después de varios enfrentamientos, para evitar una guerra civil, Barcsay pactó con Kemény y renunció a su cargo el 31 de diciembre de 1660, sin superar los tres meses.
Tras ocupar el trono, Kemény inició una cacería donde hizo ejecutar a muchos nobles húngaros simpatizantes de los otomanos, y rompió relaciones con el gobierno del sultán. De inmediato Kemény comenzó una serie de negociaciones con el emperador y rey húngaro Leopoldo I de Habsburgo, donde planeaba que Transilvania pasase a manos de poderes cristianos y el reino de Hungría se reunificase finalmente. Pero el sultán sumido en cólera envió los ejércitos otomanos sobre Transilvania para ocuparla, tras lo cual Kemény huyó a Viena buscando la protección de Leopoldo I. Los turcos eligieron entonces el 14 de septiembre de 1661 a Miguel Apafi I, un nuevo príncipe al cual pensaban manipular como desearan. Al poco tiempo se sucedieron varios enfrentamientos armados entre ambos bandos, que concluyeron el 23 de enero de 1662 con la muerte de Juan Kemény en la batalla de Nagyszőllős por no haber recibido suficientes refuerzos germánicos.

#### Avance de los otomanos hacia occidente y el movimiento rebelde de Emérico Thököly (1660-1686)
Miguel Apafi I nuevo monarca transilvano estaba totalmente sometido a la voluntad otomana y así, en 1663, avanzó junto con el gran visir Ahmed Köprülü hacia Viena para atacarla. El intento resultó un fracaso y en 1664 se firmó la paz de Vasvár entre el sultán y Leopoldo I, quien reconoció que Transilvania seguía siendo un territorio del Imperio otomano.
Apafi, obedeciendo órdenes del sultán, rechazó auxiliar a las provincias húngaras que se rebelaban contra los Habsburgo y posteriormente, cuando Francia y Polonia emprendieron una guerra contra el Sacro Imperio Romano Germánico en 1671, nuevamente declinó el ofrecimiento de participar por la prohibición de los turcos. 
Aprovechando la debilidad de los alemanes tras tantas guerras, estalló un movimiento anti-Habsburgo en los territorios húngaros bajo su control. Lo componían fugitivos políticos húngaros de las regiones turcas y germánicas que se habían dado a los otomanos o a los Habsburgo, respectivamente, y a partir de 1673 comenzaron a reunirse e hicieron de Pablo Wesselényi su comandante. Los transilvanos fugitivos escogieron como jefe al conde Miguel Teleki, y ambos bandos se reunieron en 1672 en Torda; se adueñaron de las ciudades húngaras de Szádvár y Torna (1675) y de Ónod (1676). En ese mismo año, Miguel Apafi I nombró jefe supremo del movimiento a Teleki y ordenó a Wesselényi que renunciase al mando, pero este no lo hizo y continuó luchando por su propia cuenta.
En 1677 el conde transilvano Emérico Thököly se unió al movimiento con permiso de Miguel Apafi I; ascendió rápidamente hasta ser el segundo al mando en 1678. En 1679, tras la enfermedad de Teleki, el príncipe transilvano lo nombró sustituto. Se produjeron enfrentamientos entre los húngaros fugitivos y las tropas del emperador hasta el 13 de noviembre de 1681, cuando los enviados de Thököly firmaron un tratado de paz con Leopoldo I de Habsburgo. Entre las peticiones de Thököly figuraba que el emperador le otorgase al húngaro el control sobre las provincias de la Hungría germánica, que eran de la familia Rákóczi, y que le permitiese casarse con la noble Helena Zrínyi, viuda de Francisco Rákóczi I. La respuesta resultó desilusionante, pues el emperador obvió todos los requisitos y solo permitió el matrimonio (que se celebró posteriormente en 1682).

### ElsigloXVIII
Austria, que había reivindicado anteriormente Transilvania, obtuvo la posesión del Principado por el Tratado de Karlowitz de 1699, que puso fin a la guerra con Turquía, y también consiguió anexionarse los últimos restos del territorio de lo que había sido Hungría antes de su derrota frente a los otomanos, incluyendo el Principado de Transilvania, el cual permaneció bajo un regente de los Habsburgo.

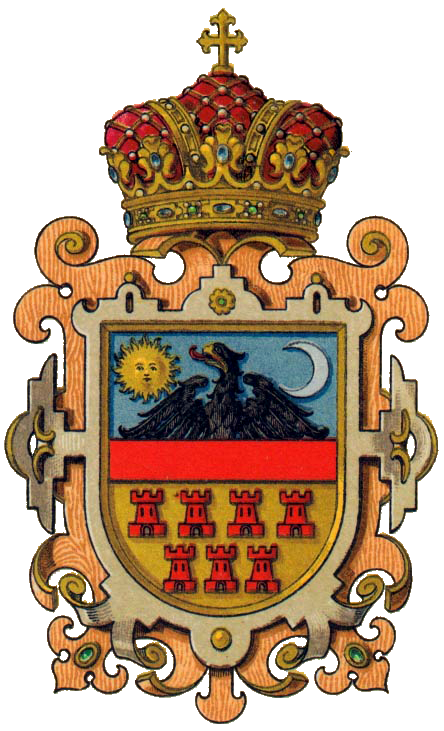
Escudo del Gran Principado de Transilvania.

En 1704 Francisco II Rákóczi fue elegido Príncipe de Transilvania y reinó hasta la derrota de la guerra de independencia húngara, en 1711.
La historia de la mayoría rumana de Transilvania en el siglo XVIII se centra en la religión, único aspecto de la vida pública donde se les permite cierta expresión propia. El obispo uniata Ion Inochentie Micu (Klein), nombrado en 1729, es el primer paladín del nacionalismo rumano en Transilvania en la época moderna y hubo de enfrentarse a las clases privilegiadas que dominaban desde la Dieta transilvana la vida de la región y eran hostiles a los cambios. En 1744 la petición de la emperatriz María Teresa de reconocer la Iglesia Uniata como igual a las cuatro religiones con reconocimiento oficial fue rechazada por la Dieta. El mismo año Micu fue expulsado de su sede episcopal y hubo de exiliarse en Roma, donde murió. A pesar de las presiones, en 1747 el sínodo vuelve a pedir el reconocimiento de la Iglesia y, además, de la nación rumana, alegando ser la más numerosa y la más antigua.  El general Preiss, encargado por el emperador Francisco I, informaba que había 677.308 rumanos, 130.884 sajones y 275 825 húngaros y székelys en la Transilvania del año 1733.

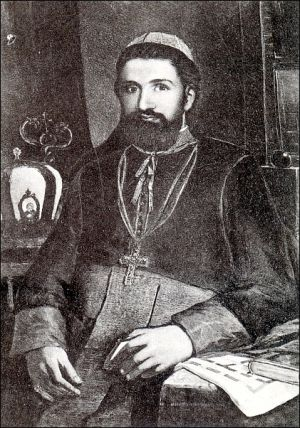
El obispo uniata Micu, paladín de la causa nacionalista rumana a comienzos del.

La minoría alemana (sajones) era también hostil a los rumanos, negándoles la igualdad de derechos en las poblaciones mixtas, defendiendo sus privilegios y llegando a la intimidación física para mantener su posición frente a ellos.
Las reformas de José II ilusionan a los rumanos: el emperador declara la igualdad entre los ciudadanos en las poblaciones bajo control directo de la corona (Königsboden) en 1781. Su visita a Transilvania en 1783 genera grandes esperanzas y el emperador se ve abrumado por las peticiones. Al año siguiente se desencadena una brutal revuelta campesina contra los señores que, sin un programa, es aplastada. Sus cabecillas, campesinos que en algún caso habían sido recibidos por el emperador, son ajusticiados en el potro. Sofocada la rebelión, éste abole la servidumbre, ganándose definitivamente el favor rumano. En 1790, sin embargo, con el fracaso de la política de reformas del monarca, regresa el sistema feudal.
En la segunda parte del siglo, las cuestiones sociales pasan a un primer plano ante las eclesiásticas. El territorio se halla bajo un sistema feudal de extremo rigor, del que los rumanos son las principales víctimas, aunque no las únicas. En 1733, de las 135 000 familias de Transilvania que pagaban impuestos, 85 000 eran rumanas. El campesinado, la abrumadora mayoría de la población, estaba obligado en su servidumbre a realizar duras labores para su señor además de deber pagar una renta en especie y otra en dinero y producir una cierta cantidad de tejido para su amo. No podía en ninguna circunstancia poseer tierras y no se le reconocía como persona jurídica, teniendo los señores derecho de vida y muerte sobre sus siervos (ius gladii), y la baja nobleza sólo había de pagar una multa por su muerte. El descontento era amplio entre la población.
En 1765 la región se convirtió en un principado gobernado por la Casa de Habsburgo (desde 1806 el Imperio austríaco), pero también con una importante nobleza húngara.
En el siglo XVIII, un grupo de intelectuales rumanos de Transilvania fundaron la Şcoala Ardeleană (Escuela Transilvana), que pidió representación política para los rumanos en la Dieta de Cluj según su número, y a través del documento Supplex Libellus Valachorum de 1791 (basado en la Declaración de los Derechos del Hombre y del Ciudadano) pidió igualdad en derechos para los rumanos con las demás naciones de Transilvania (nobles, sajones y Székely). El documento fue enviado al emperador austriaco Leopoldo II y defendido por los dos obispos rumanos, el ortodoxo y el uniata. El emperador lo envió a la Dieta, que lo rechazó.

### ElsigloXIX

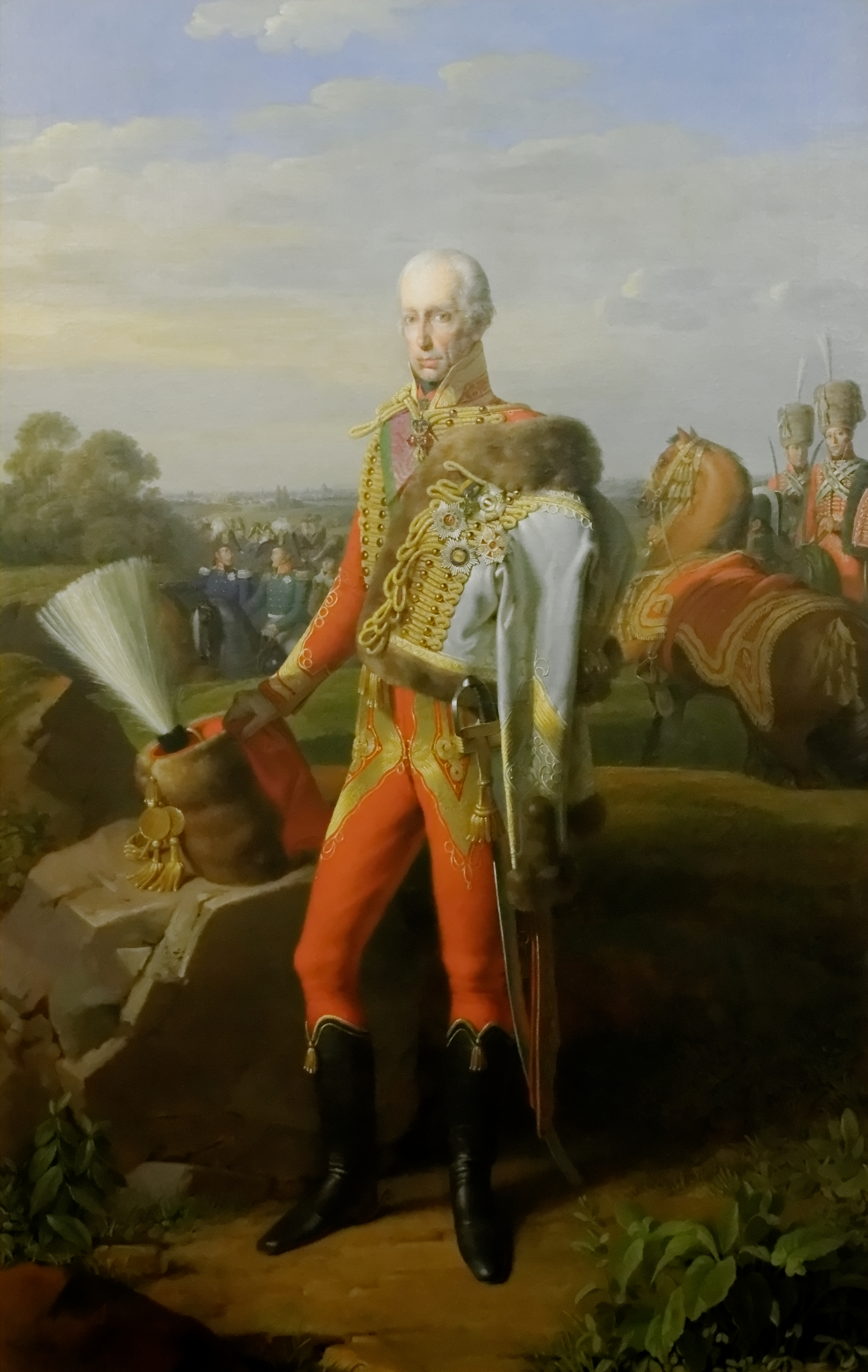
Francisco II, que gobernó Transilvania sin convocar la dieta.

Durante la primera mitad del siglo XIX, Transilvania es un reflejo provinciano de Hungría. A lo largo del reinado del reaccionario emperador Francisco I, la Dieta no se reúne entre 1811 y 1834, y el gobierno actúa ilegalmente infringiendo la constitución en su ejercicio del poder. La primera convocatoria de la Dieta tras el largo periodo de gobierno real se salda con su rápida disolución ante el cúmulo de protestas que recibe el soberano. Tras la muerte de Francisco I, el poder se vuelve más moderado y se permite la reunión periódica de la Dieta.
En los años 1840, el resurgir del nacionalismo magiar lleva a la pretensión de la unión política de Transilvania con Hungría, la adopción del húngaro como idioma oficial del gobierno (1840), la utilización de las iglesias como medios de propaganda nacionalista magiar y la aprobación de medidas represoras de otros nacionalismos, como el eslovaco o el rumano. No hay ningún representante rumano en el parlamento de Presburgo, que únicamente cuenta con un eslovaco (1847) y tres croatas entre las minorías del reino. La representación política de los rumanos en la propia Transilvania no es proporcional a su número ni se les toma en cuenta en las decisiones políticas.

#### La revolución de 1848

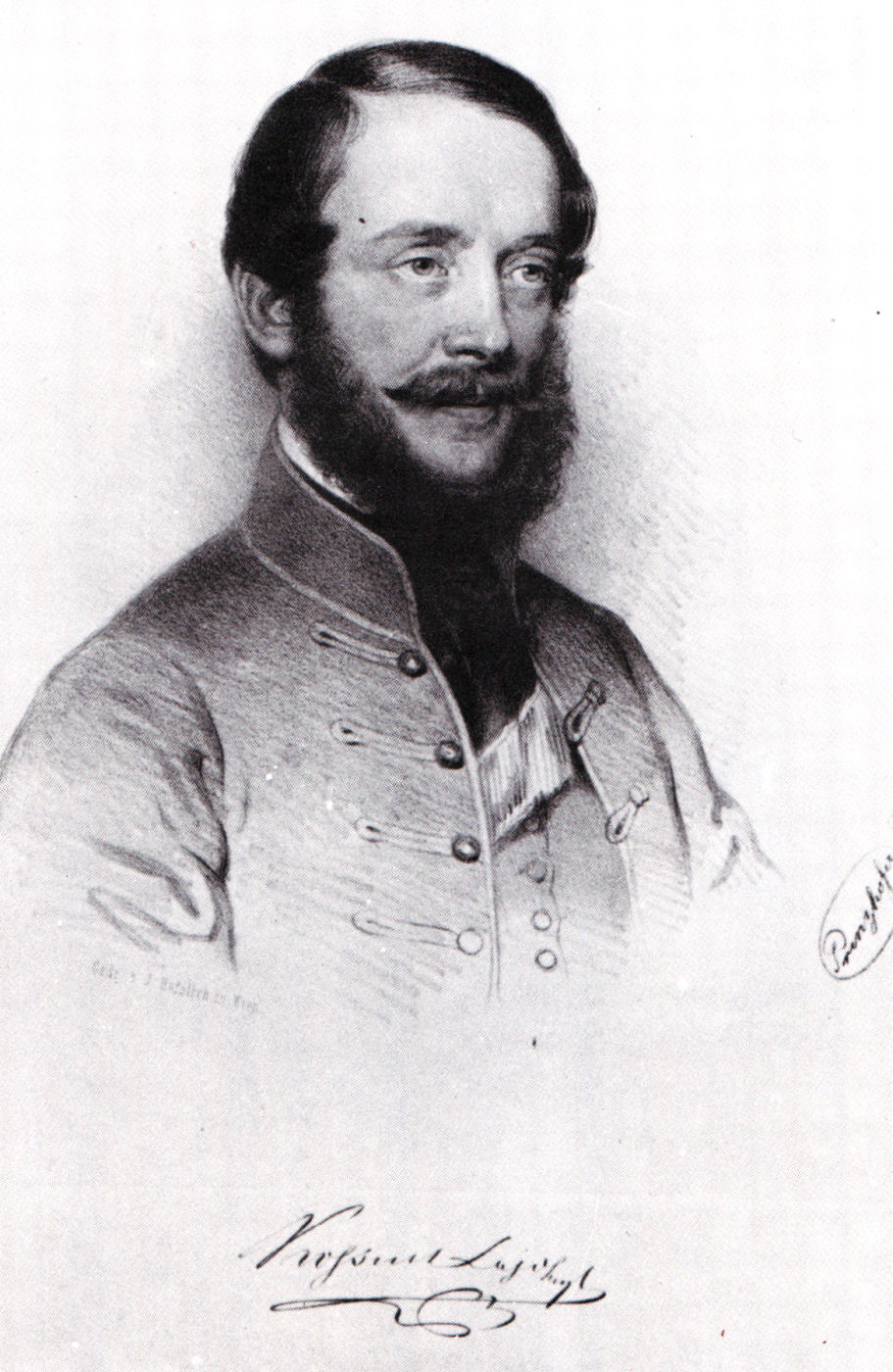
Luis Kossuth, revolucionario húngaro, intransigente nacionalista, arruinó el posible entendimiento con los sajones y rumanos transilvanos.

Durante la revolución general europea de 1848, el gobierno húngaro aprueba una serie de medidas radicales: duración anual del parlamento, elecciones trianuales, ampliación del censo, abolición de los privilegios nobiliarios y de la servidumbre, libertad de prensa y de religión.
Se proclama además la unión de Transilvania con Hungría, animándose a la Dieta de Klausenburg (Cluj) a que tome la iniciativa para realizarla. El 29 de mayo de 1848 la Dieta, con el voto favorable de los sajones (que pronto se arrepienten), aprueba la unión.

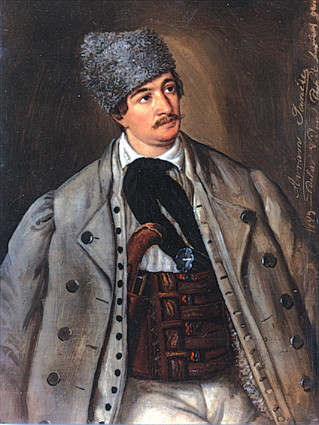
Avram Iancu, líder de la revolución rumana en Transilvania (1848).

Por su parte, los revolucionarios rumanos de Transilvania organizaron el 3 de mayo una Gran Asamblea Nacional en Blaj, a la que acudieron 40.000 rumanos, incluso los revolucionarios Alexandru Ioan Cuza (de la región de Moldavia) y Dimitrie Brătianu (de la región de Muntenia). Redactaron un documento llamado "Petiţiunea naţională", donde pedían la independencia nacional de los rumanos de Transilvania, la liberación de los siervos rumanos sin compensación para los nobles, el establecimiento de una guardia nacional rumana, la libertad individual y de expresión. Fue organizado un Comité Nacional Permanente en Sibiu, y los revolucionarios presentes afirmaron que "Transilvania ya no es Transilvania, es simplemente Rumania. Eso se refería al ideal de entonces de crear un Estado nacional unitario para todos los rumanos, aunque los revolucionarios de ese tiempo también estaban dispuestos a hacer algunos compromisos.
El extremismo del nuevo gobierno húngaro, opuesto a la más mínima concesión al resto de las nacionalidades, hace que éstas se alíen con la corte reaccionaria.
Los nobles húngaros no querían abolir la servitud y organizaron un ejército que atacó a las fuerzas rumanas de Transilvania, mandadas por Avram Iancu. Iancu logró varias victorias y recibió promesas del emperador austriaco Francisco José I de que las demandas rumanas de derechos serían satisfechas.
Mientras, el dirigente húngaro Luis Kossuth instaura tribunales revolucionarios que ejecutan, sin juicio, a miles de supuestos opositores del nuevo régimen. Su represión de los sajones transilvanos es feroz, llegando a disgustar a sus propios generales.
Para cuando, en julio de 1849, el parlamento, ya en Szeged, sin posibilidad de llegar a acuerdo alguno con el emperador y a la espera de la intervención rusa a favor de este, redacta una ley que concede a las nacionalidades extensos derechos lingüísticos y religiosos, es demasiado tarde: los magiares no cuentan con crédito entre las mismas y su participación en la guerra se vuelve superflua ante la presencia del ejército ruso.

#### La reacción
El gobierno reaccionario que se implantó tras el aplastamiento de la revolución entre 1849 y 1859 se basó en el centralismo, el clericalismo y la germanización del Imperio, ignorando las aspiraciones nacionalistas.
La vuelta al gobierno constitucional después de las derrotas en Italia hacen resurgir la Dieta en 1861, a la que no acuden los húngaros alegando que la unión con Hungría de 1848 la hace imposible. Sajones y rumanos cuentan con el poder por primera vez y aprueban una serie de medidas para lograr el reconocimiento de la nación rumana, su idioma y de sus iglesias en igualdad con las demás. En 1865 la Dieta regresa de Sibiu a Cluj y la modificación del censo vuelve a asegurar la mayoría magiar, acción motivada por la negociación entre el emperador Francisco José y la nobleza húngara. La nueva Dieta solicita el reconocimiento imperial de la unión con Hungría, a pesar de la oposición rumana y la postura ambigua de los sajones.

Transilvania dentro del Imperio Austrohúngaro: regiones con mayoría rumana en color naranja, con mayoría húngara en color verde (en 1910).

#### Reunificación con Hungría
Con el Compromiso Austrohúngaro entre Francisco José I y los nobles húngaros, Transilvania pasa definitivamente a formar parte de Hungría. La unión, consumada por la Ley XLIII de 1868, aseguraba en teoría la igualdad de los ciudadanos, sin discriminación por raza o religión, pero la práctica no fue tan igualitaria.
Las autoridades austrohúngaras pusieron en práctica una política de "magiarización" de los rumanos y alemanes (sajones) de Transilvania, lo que suponía obligarles a cambiar sus nombres y apellidos por otros húngaros, e imponerles el idioma húngaro en las escuelas y la administración.
Aun así, el censo llevado a cabo por las autoridades austrohúngaras en 1910 mostró que los rumanos eran la mayoría en el territorio que después de 1918 pasó a formar parte de Rumania.

## Edad Contemporánea
En diciembre de 1918, después de la victoria de la Triple Entente en la Primera Guerra Mundial, la Gran Asamblea Nacional de Alba Iulia, que representaba a todos los rumanos de Transilvania, Banato y Ţara Ungurească (el territorio entre Transilvania y el río Tisza), decretó la unión con Rumanía de todos los territorios con mayoría de población rumana. La Asamblea decidió también la creación de un Gran Consejo Nacional Rumano para representar a las tres provincias antes mencionadas y defender a la nación rumana «en cualquier momento y en cualquier lugar, frente a cualquier nación del mundo».

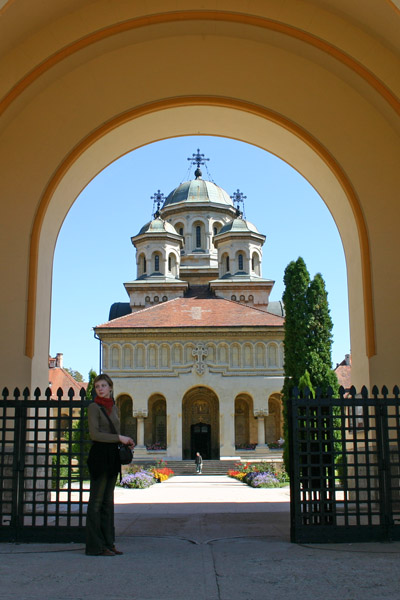
Catedral ortodoxa de la unificación rumana, Alba Iulia.

La unión con Rumania, apoyada también por los sajones (alemanes) de Transilvania, obtuvo el reconocimiento de las potencias de la Triple Entente el 4 de junio de 1920, con el Tratado de Trianon, aunque la frontera con Hungría quedó establecida más al este que lo pedido inicialmente. Para el momento del tratado de Trianon, la población rumana en Transilvania alcanzaba el 55 %, la húngara el 31 % y la alemana el 10 %.
Según Elek Fényes, importante investigador húngaro en la estadística descriptiva, se puede afirmar que entre 1830-1840, un 62,3 % de la población de la Transilvania de hoy era rumana, mientras que el 23,3 % de la población tenía el idioma húngaro como lengua materna. Se estima que, en el tiempo del censo de 1869, el 59 % de la población transilvana era rumana, mientras que el 24,9 % era húngara. Árpád Varga explica que la tasa de crecimiento de los húngaros en Transilvania fue el doble frente a la de la población global de Transilvania, debido a la política de magiarización que se puso en práctica entre la creación del dualismo austrohúngaro (1867) y la Primera Guerra Mundial.

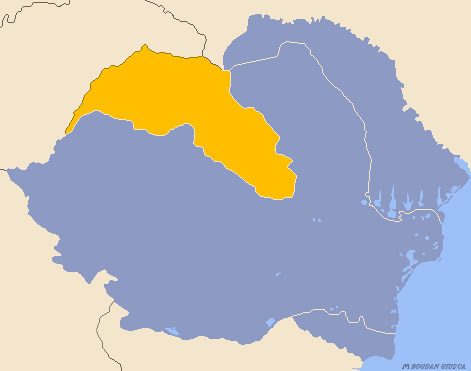
Mapa de Rumania (1939), con el norte de Transilvania en amarillo.

Hungría mantuvo sus reivindicaciones sobre el territorio, y en 1940, durante la Segunda Guerra Mundial, el norte de Transilvania, con una superficie de 44 030 km² y una población de 2 578 100 habitantes (según el censo húngaro de 1941) fue otorgado a Hungría por el Segundo arbitraje de Viena de las potencias del Eje Roma-Berlín-Tokio, el 30 de agosto. En el sur de Transilvania permanecieron más de 2 millones de rumanos. El historiador Keith Hitchins resumió de la siguiente manera la situación creada por el Arbitraje en su libro Rumania: 1866-1947, Oxford University Press (Oxford History of Modern Europe), 1994:

Lejos de resolver el asunto, el Arbitraje de Viena sólo consiguió empeorar las relaciones que había entre Rumania y Hungría. No consiguió separar a todos los rumanos de todos los húngaros. Entre 1 150 000 y 1 300 000 rumanos, mejor dicho, entre el 48 % y más del 50 % de la población del norte de Transilvania (dependiendo de la estadística que se tome como referencia) se vieron incorporados a Hungría, mientras que 500 000 húngaros siguieron viviendo en el sur de Transilvania, en Rumania.

Tras la Segunda Guerra Mundial, el territorio cedido por el Eje fue devuelto a Rumania. Después de la caída del régimen de Ceausescu, Transilvania se ha convertido en la región más dinámica del país desde el punto de vista económico, social y político.